# Tellervo (Kalevala)

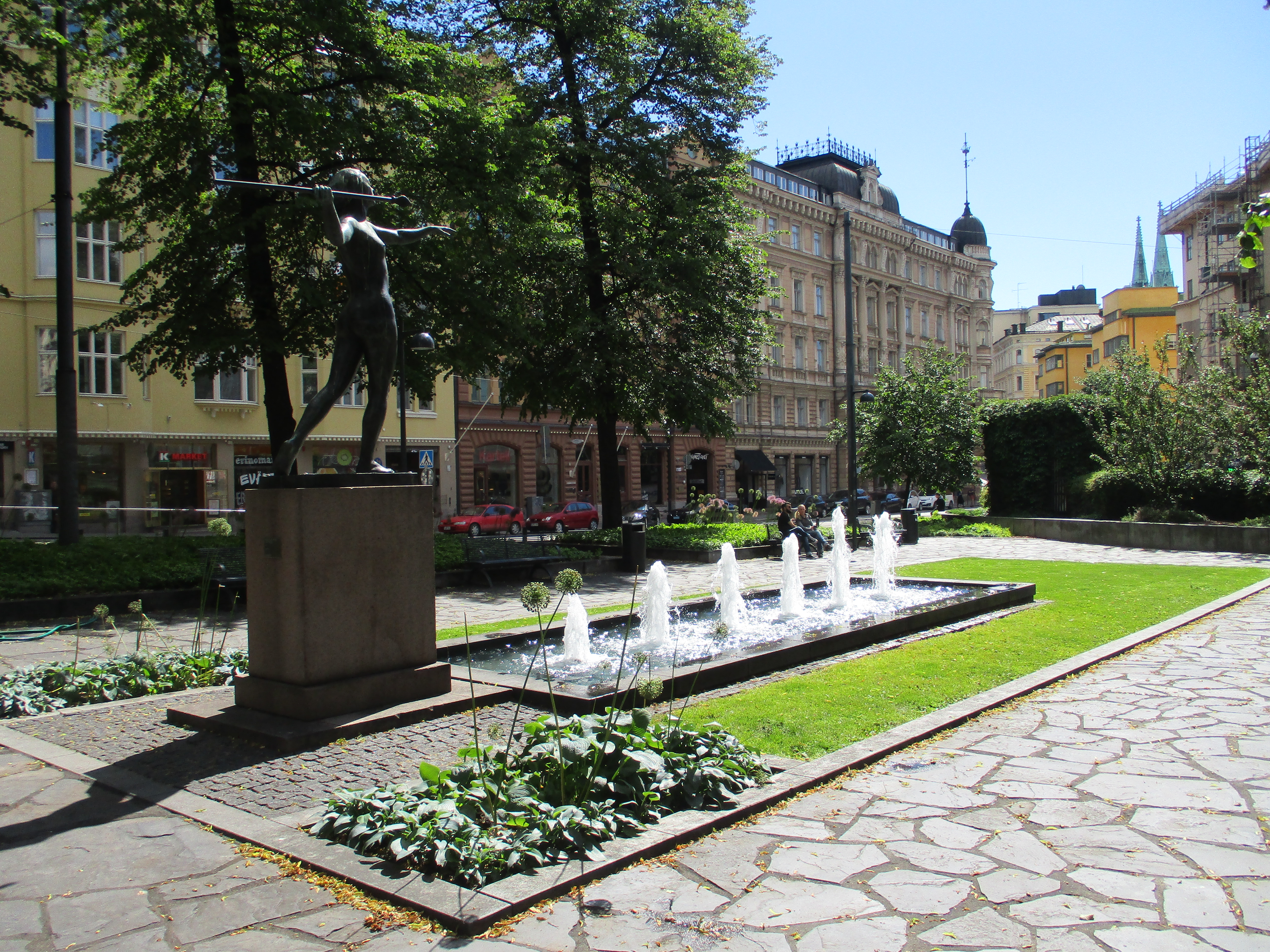
Tellervo i parken Trekanten i Helsingfors

Tellervo är i finsk mytologi en dotter till skogsguden Tapio, i Karelen också kallad Hiisi. Hennes moder är Mielikki och hon är syster till Tyytikki och Tuulikki samt bror till Nyyrikki.
Hon har avbildats som en spjutkastande Diana, jaktens gudinna i romersk mytologi, i en skulptur av Yrjö Liipola. Denna skapades i litet format 1924 och  avtäcktes som bronsskulptur i större format 1929 i parken Trekanten i Helsingfors. Yrjö Liipola hade först kallat statyn Diana, men ändrade namnet till Tellervo, Tapios dotter inför leveransen från gjuteriet 1928. Statyn kompletterades 2007 vid en renovering av parken med en långsmal fontänbassäng i spjutkastlinjen. Parken Trekanten kallas också Dianaparken.
Tellervo, Tapio och Nyyrikki nämns i Kalevala. I Kalevala är Tellervo en skogsjungfru, som tar hand om Tapios boskap.
Tellervo är också ett finländskt kvinnonamn. Det aktualiserades under den nationalromantiska perioden på 1800-talet. Tellervo togs in i den finländska almanackan 1908, med namnsdag den 13 april.